# Inès (prénom)
« Inès », « Inés », « Inês », « Inez », « Iness » et « Inass » redirigent ici. Pour les autres significations, voir Ines.

## Étymologie
Inès est un prénom féminin, emprunté à l'espagnol Inés, équivalent du français Agnès. Du latin tardif Agnes formé sur l'adjectif grec agnê, féminin de agnos, d'abord au sens de « sacré » et qualifiant certains fleuves, les cieux et les divinités. Le mot s'employa au sens de  « pur », d'où « chaste ».

## Histoire
Très rare au XXe siècle, Inès comme substitut d'Agnès démarre en France à la fin des années 1980. À partir de 1990, la mode des prénoms étrangers a dopé sa cote de popularité. Les familles musulmanes et les couples mixtes choisissent volontiers Ines, prononciation dialectale du prénom arabe Inas (amabilité, affabilité, courtoisie, urbanité),  tout en adoptant aussi sa forme accentuée, d'où la difficulté de séparer les deux orthographes.

## Occurrence
En 2020, 112697 Françaises portent ce prénom. Son année record d'attribution est 2010 avec 4952 naissances. 2022 a vu naître 1962 Inès/Ines. Il se place dans le top 20 du palmarès  2023. Ines est porté par 6 garçons en France,.

## Variantes
Inés (Espagne), Inês (Portugal), Inesa, Ines (Italie), Inese (Lettonie), Ines, Inés ou Inez (récent) (pays anglophones), Ines ou Inessa (Allemagne), Ines, Inés ou Inez (récent) (Pays scandinaves).

## Autre
Ines (ou Iness, Inas ou Enas) (ايناس ʾĪnās), phonétiquement proche mais sans lien étymologique, est un prénom arabe signifiant « sympathique » ou « généreuse ».

## Fête et saint patron
Les Inès sont fêtées le 10 septembre avec la bienheureuse Inès Takeya, mais aussi le 21 janvier avec Sainte Agnès de Rome.

## Personnalités portant ce prénom
- Pour les articles sur les personnes portant le prénom Ines, consulter la liste générée automatiquement.
- Pour les articles sur les personnes portant le prénom Inès, consulter la liste générée automatiquement.
- Pour les articles sur les personnes portant le prénom Inés, consulter la liste générée automatiquement.
- Pour les articles sur les personnes portant le prénom Inês, consulter la liste générée automatiquement.
- Pour les articles sur les personnes portant le prénom Inesa, consulter la liste générée automatiquement.
- Pour les articles sur les personnes portant le prénom Iness, consulter la liste générée automatiquement.
- Pour les articles sur les personnes portant le prénom Inez, consulter la liste générée automatiquement.
- Pour les articles sur les personnes portant le prénom Inese, consulter la liste générée automatiquement.
- Pour les articles sur les personnes portant le prénom Inas, consulter la liste générée automatiquement.
- Pour les articles sur les personnes portant le prénom Enas, consulter la liste générée automatiquement.